# Sonno di sangue
Sonno di sangue (Sommeil dè sang) è un romanzo di fantascienza dello scrittore francese Serge Brussolo, pubblicato nel 1982.

## Storia editoriale
Il romanzo, pubblicato per la prima volta in Francia nel 1982, ha vinto nello stesso anno la prima edizione del "Premio della fantascienza di Metz" come migliore opera fantascientifica in lingua francese.
Il romanzo tocca temi ricorrenti nell'opera di Brussolo: catastrofi legate all'ecologia e i mutamenti dalla società in risposta a tali sconvolgimenti ambientali. Sommeil dè sang è la descrizione di un mondo malato, il superamento della crisi attraverso la cura e un nuovo inizio del pianeta, anche a discapito della vita umana su di esso.

## Trama
(Serge Brussolo, Sonno di sangue)
Sul pianeta Almoha la popolazione si divide in caste sociali raggruppate a seconda dell'alimentazione: al vertice ci sono i "Carnivori" comandati dalla confederazione dei "Macellai" che impongono le regole e reggono l'economia basata sull'uccisione dei giganteschi animali, le bestie-montagna" le cui carni posseggono capacità taumaturgiche e le cui pelli, resistenti alle sabbie acide di cui i deserti del pianeta sono ricoperte, vengono utilizzate dai Nomadi vegetariani come base dei loro villaggi e come terreno coltivabile. Gli "Autonomi", così chiamati poiché la loro peculiare biologia gli permette di nutrirsi esclusivamente dei propri capelli o peli, sono tollerati dai Macellai nelle città dei Carnivori perché abili a scuoiare e a sezionare rapidamente le bestie-montagna catturate. In fondo alla scala sociale vi sono gli "Onnivori", rifugiatisi nelle città abbandonate e cacciati e uccisi dai Carnivori.
An è un'Autonoma che vive nella città in cui comanda il capo dei Macellai, Natanesh. La città è in decadenza e i Carnivori si stanno ammalando uno dopo l'altro a causa della loro dieta: l'assunzione della carne delle bestie-montagna, a lungo andare, induce alla catatonia. Anche questi giganteschi animali, intorno ai quali ruota tutta l'economia del pianeta, si stanno estinguendo. Il loro millenario sonno viene interrotto dai Macellai che le feriscono con colpi di mortaio e le fanno cadere in enormi trappole dove gli Autonomi le finiscono. An, durante la macellazione di uno di questi animali, rimane menomata alla mano. Impossibilitata a lavorare, temendo di essere uccisa poiché inutile, abbandona la città e si aggrega alla carovana nomade della tribù di Gahl. An ripaga la protezione con favori sessuali e accettando di fare da "nutrice" a un misterioso bambino, trovato nel deserto da Sarah, l'anziana nutrice del capo tribù, e da questa adottato. Le enormi pelli delle bestie-montagna su cui le tribù di nomadi si accampano e coltivano gli ortaggi della loro alimentazione vegetariana, ciclicamente si "risvegliano" diventando trappole mortali per coloro i quali si lasciano avvinghiare. La tradizione dei nomadi vuole che la tribù, in tale circostanza, non si sottragga al pericolo, ma che cada in letargo, indotto dagli sciamani. La nutrice Sarah, la sciamana della tribù di Gahl, dovrà vegliare sui suoi membri, rasandone giornalmente i corpi per evitare che le pelli dell'animale montagna afferrandone i peli o i capelli, li possa invischiare uccidendoli. Questa volta ad aiutare l'anziana Sarah ci sarà anche An. Durante il letargo, tuttavia, Sara muore e An è impossibilitata a portare a termine il suo compito: una lunga tempesta di sabbia la costringe a rifugiarsi all'interno della sua tenda, non potendo uscire per non essere uccisa dalla sabbia corrosiva. Quando la tempesta finisce, dopo molti giorni, tutti i membri della tribù sono morti, assimilati dalla pelle della bestia-montagna. L'unico sopravvissuto è il bambino che si scopre essere immune alla sabbia acida.
An vorrebbe raggiungere la mitica "città vetrata" di cui aveva sentito parlare quando era bambina e nella quale spera di poter trovare un tranquillo rifugio con il bambino, ma le sue peregrinazioni nel deserto la portano nella città morta di Anucar Tengla Padena dove fa la conoscenza di Patricia, un'"Onnivora" lì rifugiatasi per sfuggire alla caccia dei Macellai con il suo compagno Yann, quest'ultimo un carnivoro disertore affetto da malattia del sonno. Nelle stanze della città Patricia aveva trovato dei libri nei quali aveva letto la storia di Almoha e che racconta ad An: il pianeta era uno dei tanti satelliti messi in orbita dalla Terra per essere adibiti ad habitat artificiale. La decadenza degli habitat ne aveva mutato radicalmente l'ecologia e pertanto la Terra aveva deciso di distruggerli. Alcuni di questi satelliti erano riusciti a sfuggire all'orbita terrestre e allontanandosi nello Spazio, inseguiti dai missili terrestri.
Nel frattempo Natanesh è venuto a sapere dell'esistenza del bambino e del fatto che egli è l'ultimo sopravvissuto della misteriosa razza degli Shankra, i cui individui maschi, secondo le leggende, sarebbero capaci di risvegliare le bestie-montagna dal loro sonno e comandarle a piacimento dirigendole contro le città dei Carnivori. I Macellai rintracciano il bambino e An nella città nella quale si erano rifugiati e uccidono prima Patricia, poi Yann e, per ultimo, il bambino. An viene torturata e scotennata ma viene salvata dal folle portiere che abitava i corridoi di Anucar Tengla Padena. Almoha prima o poi sarà raggiunta dai missili e sarà distrutta, se la vita degli uomini non si estinguerà prima, sopraffatta dalle malattie e dall'ambiente divenuto inospitale. Anche An ha i giorni contati, impossibilitata a nutrirsi dei suoi capelli e non potendosi alimentare con altro.

## Personaggi
AnUn'Autonoma che rimane menomata alla mano durante un incidente di macellazione. Poiché inutile al lavoro, per non essere uccisa dai Macellai, si aggrega alla tribù nomade di Gahl.
NataneshIl capo dei Macellai.
GahlIl capo di una ricca tribù di nomadi.
Il bambinoUltimo sopravvissuto della misteriosa razza degli Shankra, i cui individui maschi, secondo le leggende, erano capaci di risvegliare gli animali montagna dal loro sonno e comandarli a piacimento.
SarahL'anziana "nutrice" di Gahl, sciamana della sua tribù. Ha adottato "il bambino" dopo averlo trovato nel deserto. Sentendosi prossima alla morte, sceglie An come sua sostituta.
PatriciaUn'"Onnivora" rifugiatasi nella città morta di Anucar Tengla Padena per sfuggire alla caccia dei Macellai.
YannUn carnivoro disertore, compagno di Patricia. Affetto da malattia del sonno, da tempo ha perso lucidità.
Il portiereEx custode della città di Anucar Tengla Padena, impazzito a causa delle sostanze allucinogene presenti nell'acqua, si aggira per i corridoi degli appartamenti uccidendo chiunque incontri.

## Edizioni
- (FR) Serge Brussolo, Sommeil dè sang, Présence du Futur, n. 334, 1ª ed., Parigi, Denoël, 1982,  p. 217, ISBN 978-2-207-30334-4.
- (DE) Serge Brussolo, Der Schlaf des Blutes, traduzione di Georges Hausemer, Heyne Science Fiction & Fantasy, n. 4176, Monaco di Baviera, Heyne, 1985,  p. 221, ISBN 978-3-453-31141-1.
- Serge Brussolo, Sonno di sangue, traduzione di Mario Morelli, Urania, n. 1104, Milano, Mondadori, 1989,  p. 144.
- (RO) Serge Brussolo, Somnul sângelui, traduzione di Constantina Paligora, Bucarest, Aldo Press, 1997,  p. 369, ISBN 978-973-9307-04-8.